# باتريك كالدويل
باتريك كالدويل (بالإنجليزية: Patrick Caldwell)‏ هو متزحلق أمريكي، ولد في 18 فبراير 1994 في لايم في الولايات المتحدة.

## وصلات خارجية
- باتريك كالدويل على موقع الاتحاد الدولي للتزلج (التزلج الريفي) (الإنجليزية)
- باتريك كالدويل على موقع أوليمبيديا (الإنجليزية)